# Regionalna železnica
Regionalna železnica običajno ponuja železniški prevoz med večjimi središči ter predmestnimi in drugimi lokacijami, ki dnevno pritegnejo veliko število ljudi. Vlaki, s katerimi se opravljajo ti prevozi, se v Sloveniji imenujejo lokalni vlaki, pa tudi delavski vlaki (ta izraz obstaja še iz socialističnih časov). Pri regionalni železnici je mišljen predvsem dnevni prevoz zaposlenih in šolarjev iz bolj ali manj oddaljenih krajev v večja središča.
Razvoj regionalne železnice je dandanes vse večji, saj se širša javnost vse bolj zaveda zastojev, odvisnosti od fosilnih goriv ter druge okoljske problematike, pa tudi naraščajočih avtomobilskih stroškov.

## Značilnosti
Vlaki regionalne železnice so običajno narejeni tako, da je število potnikov kar največje, s tem, da ne bi preveč trpelo udobje in prostor za prtljago. Razdalje, ki jih prepeljejo regionalni vlaki, so med 15 in 180 km, dosežene hitrosti pa med 55 in 175 km/h. Potniški vagoni so eno ali dvonadstropni, njihova kapaciteta pa je med 80 - 110 potnikov za enonadstropni vagon ter 145 - 170 potnikov za dvonadstropni vagon.